# Mémos Ioánnou
Agamémnon « Mémos » Ioánnou (grec moderne : Αγαμέμνων «Μέμος» Ιωάννου), né le 15 avril 1958, à Athènes, en Grèce, est un ancien joueur et entraîneur grec de basket-ball. Il évolue durant sa carrière au poste de meneur.

## Palmarès
- Champion d'Europe 1987
- Coupe de Grèce 1979, 1982, 1983, 1986, 1992
- Coupe Saporta 1991, 1993